# Велимче
Велимче — село в Україні, центр Велимченської сільської громади Ковельського району, Волинської області. Площа села — 6.78 кв.км. В селі проживає станом на 1 січня 2018 року, 2886 особи. Заснування датується 1500 роком. Повз село протікає річка Турія. В селі розташоване озеро Вінок.[джерело?]
В селі є:
- Школа І-ІІІ ступеня;
- Три церкви: 2 УПЦ МП і одна УПЦ КП;
- Відділення банку («Ощадбанк»);
- Перукарня;
- Бібліотека;
- РАЦС;
- Магазини ритуальних послуг;
- В селі близько 15 магазинів: з них близько 10 продуктових, решта продовольчі;

В селі є дві церкви УПЦ МП

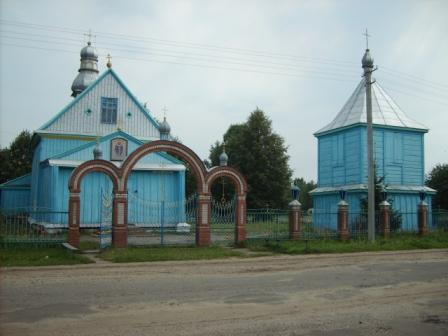
Велимченська Покровська церква
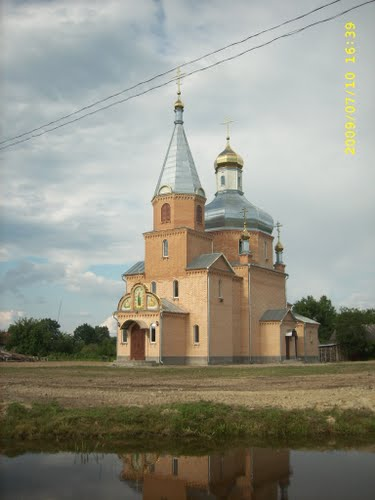
Церква 12-ти Апостолів

## Історія
У 1906 році село Велимецької волості Ковельського повіту Волинської губернії. Відстань від повітового міста 42 верст, від волості 6. Дворів 443, мешканців 2364.
До 30 січня 2017 року — адміністративний центр Велимченської сільської ради Ратнівського району Волинської області.

## Видатні особистості села Велимче
Гайдучик Ольга Павлівна
Ще не так давно кросна були не тільки звичним, а й життєво необхідним атрибутом кожної селянської хати на Поліссі. На сьогоднішній день кросна ще зберігаються в багатьох оселях. Проте справжніх майстринь, які на примітивному ткацькому верстаті можуть створити не просто кустарний виріб, а витвір мистецтва, залишилось небагато. Одна з них - Ольга Павлівна Гайдучик.
Ткацьке ремесло вона перейняла від своєї майстрині ще дівчиною. У дев'ятнадцять років вперше сама «Згійно зіткала рядно». Вся хата прикрашена її власними виробами: на стінах - ткані килими і рушники, на ліжках - рядна, на дивані - покривало, на підлозі - доріжки.
У вбранні, витканому Ольгою Павлівною, виступають учасники дитячого фольклорного колективу «Джерельце» з села Маяки Луцького району. На "Берегині" отримала Ольга Павлівна почесне звання «Майстер народної творчості».
За одну зиму майстриня може виткати сто рушників.

Півень Василь Микитович
Василь Микитович Півень народився в селі Велимче в сім'ї хліборобів. Працював токарем, викладачем української мови та літератури в середній школі №77 м. Одеси, вихователем по роботі з глухонімими заводу імені Жовтневої революції, старшим редактором редакційної колегії Одеської кіностудії художніх фільмів. Закінчив Одеський державний університет ім. Мечникова.
Василь Півень був учасником республіканської та кількох обласних нарад молодих літераторів, його твори пробивалися до читача через волинську та одеську періодики, зі сторінок республіканських часописів та колективних поетичних збірників. В 1991 році побачила світ його книга поезій «Дзвони волинського неба». Кілька його творів опубліковані і схвально сприйняті в українських виданнях Канади.

Калінчик Микола Володимирович
Калінчик Микола Володимирович народився 1949 р. в селі Велимче. Після закінчення Велимченської середньої школи навчався на економічному факультеті Харківського сільськогосподарського інституту, проживає в Києві, працює в Науково-дослідному інституті.

Володимир Михайлович Вакулич
Народився у 1958 р. в с. Велимче. Поет. Журналіст. Член НСПУ (1999), член спілки журналістів України. Закінчив Львівський університет (1982). Працював у Кіровограді кореспондентом, завідуючим відділу обласної газети «Кіровоградська правда», редактором «Вечірньої газети». З 1995 року - у Києві: завідуючий сектору прес-служби Кабінету Міністрів України, керівник служби Віце-прем'єр-міністра України з гуманітарних питань. З 2000 року - помічник Глави Адміністрації Президента України. Присвоєно почесне звання «Заслужений журналіст України». Кандидат політичних наук. Автор монографії «Політико-історичний вимір європейської традиції», «Відносини «США-ЄС» і перспективи інтеграційного процесу в Європі», автор кількох статей у наукових журналах.

## Почесні жителі села Велимче
За значний вклад у розбудову та становлення незалежності України, соціально-економічний розвиток села, виховання, освіту, охорону здоров’я та піднесення авторитету територіальної громади рішенням Велимченської сільської ради від 09.11.2016 року №11/6 присвоєно звання «Почесний житель села Велимче»:
- Бебес Ользі Василівні, 23.06.1947 р.н., - ветерану праці, матері–героїні;
- Бурко Антону Панасовичу, 24.12.1928 р.н.,- ветерану праці, ковалю;
- Дарчику Григорію Олександровичу, 09.10.1938 р.н.,- ветерану органів місцевого самоврядування, члену виконавчого комітету сільської ради, голові Ради ветеранів;
- Літвинець Ользі Антонівні, 04.12.1936 р.н.,- ветерану праці, медичному працівнику;
- Півень Саві Матвійовичу, 04.12.1930 р.н.,- ветерану праці, будівельнику;
- Філозоф Марії Григорівні, 23.02.1945 р.н.,- ветерану праці, педагогу.

Рішенням Велимченської сільської ради від 16.11.2017 року №21/20 присвоєно звання «Почесний житель Велимченської громади»:
- Будніку Григорію Васильовичу, 03.12.1924 р.н., - ветерану праці, колгоспнику, учаснику бойових дій, інваліду Великої Вітчизняної війни І групи, жителю села Датинь;
- Геч Марії Павлівні, 08.01.1939 р.н., - ветерану праці, медичному працівнику, жительці села Велимче;
- Капітулі Катерині Микитівні, 20.05.1928 р.н., - ветерану праці, учаснику війни, педагогічному працівнику, жительці села Датинь;
- Малюх Касінії Філімонівні, 28.10.1926 р.н., ветерану праці, учаснику війни, педагогічному працівнику, жительці села Датинь;
- Нікончуку Івану Семеновичу, 01.05.1945 р.н., - ветерану праці, вчителю військової підготовки села Велимче;
- Нікончук Тетяні Дмитрівні, 19.11.1930 р.н., - ветерану праці, доярці з багаторічним стажем, матері–героїні, жительці села Велимче.

## Населення
Згідно з переписом УРСР 1989 року чисельність наявного населення села становила 3103 особи, з яких 1534 чоловіки та 1569 жінок.
За переписом населення України 2001 року в селі мешкали 2873 особи.

### Мова
Розподіл населення за рідною мовою за даними перепису 2001 року:
| Мова       | Відсоток |
| ---------- | -------- |
| українська | 99,83 %  |
| російська  | 0,14 %   |
| білоруська | 0,03 %   |

## Уродженці
- журналіст та письменник Вакулич Володимир Михайлович.
- Повх Микола Іванович — солдат Збройних сил України, учасник російсько-української війни 2014—2015.